# Liste der Naturdenkmale in Köngen
| Naturdenkmale | Anzahl |
| ------------- | ------ |
| FND           | 9      |
| END           | 6      |
| Gesamt        | 15     |

Die Liste der Naturdenkmale in Köngen nennt die verordneten Naturdenkmale (ND) der im baden-württembergischen Landkreis Esslingen liegenden Stadt Köngen. In Köngen gibt es insgesamt fünfzehn als Naturdenkmal geschützte Objekte, davon sind neun flächenhafte Naturdenkmale (FND) und sechs Einzelgebilde-Naturdenkmale (END).
Stand: 30. Oktober 2016.

## Flächenhafte Naturdenkmale (FND)
| Name                                                     | Bild | Kennung     | Einzelheiten | Position | Fläche Hektar | Datum         |
| -------------------------------------------------------- | ---- | ----------- | ------------ | -------- | ------------- | ------------- |
| Elternstein                                              | BW   | 81160352113 | Köngen       | ⊙        | 0,5           | 22. Okt. 1993 |
| Feldgehölz im Gewann In den Halden                       | BW   | 81160352115 | Köngen       | ⊙        | 0,1           | 22. Okt. 1993 |
| Feldgehölz in der Klinge                                 | BW   | 81160352109 | Köngen       | ⊙        | 0,3           | 22. Okt. 1993 |
| Feldhecken im Gewann Lerchenberg                         | BW   | 81160352107 | Köngen       | ⊙        | 0,2           | 22. Okt. 1993 |
| Feuchtgebiet Brühlwiesen                                 | BW   | 81160352106 | Köngen       | ⊙        | 2,8           | 22. Okt. 1993 |
| Streuobstbestand im Roßwürger                            | BW   | 81160352110 | Köngen       | ⊙        | 1,0           | 22. Okt. 1993 |
| Streuobstwiesen im Gewann Reutewiesen                    | BW   | 81160352114 | Köngen       | ⊙        | 1,4           | 22. Okt. 1993 |
| Streuobstwiesen in den Gewannen Achtzehn Morgen und Höhe | BW   | 81160352108 | Köngen       | ⊙        | 3,2           | 22. Okt. 1993 |
| Tümpel ob den Nonnenhäusern                              | BW   | 81160352112 | Köngen       | ⊙        | 0,0           | 22. Okt. 1993 |
| Legende für Naturdenkmal                                 |      |             |              |          |               |               |

## Einzelgebilde (END)
| Name                     | Bild | Kennung     | Einzelheiten                                       | Position | Fläche Hektar | Datum         |
| ------------------------ | ---- | ----------- | -------------------------------------------------- | -------- | ------------- | ------------- |
| Birnbaum                 | BW   | 81160352111 | Köngen Nicht mehr in der LUBW-Datenbank vorhanden. | ⊙        | 0,0           | 22. Okt. 1993 |
| 1 Bergahorn              | BW   | 81160352104 | Köngen                                             | ⊙        | 0,0           | 25. Aug. 1983 |
| 1 Linde (Friedenslinde)  |      | 81160352105 | Köngen Nicht mehr in der LUBW-Datenbank vorhanden. | ⊙        | 0,0           | 25. Aug. 1983 |
| 1 Linde (Klingenlinde)   |      | 81160352102 | Köngen                                             | ⊙        | 0,0           | 25. Aug. 1983 |
| 1 Linde (Roßwürgerlinde) | BW   | 81160352101 | Köngen Nicht mehr in der LUBW-Datenbank vorhanden. | ⊙        | 0,0           | 25. Aug. 1983 |
| 1 Linde                  | BW   | 81160352103 | Köngen                                             | ⊙        | 0,0           | 25. Aug. 1983 |
| Legende für Naturdenkmal |      |             |                                                    |          |               |               |